# Антоново (Артёмовский муниципальный округ)
Антоново — село в Артёмовском муниципальном округе Свердловской области, Россия.

## Географическое положение
Село Антоново муниципального образования «Артёмовский муниципальный округ» Свердловской области расположено в 35 километрах к северо-востоку от города Артёмовский (автомобильной дорогой — в 40 километрах), в лесной местности на правом берегу реки Бобровки, выше устья правого притока реки Боровая, на автодороге Артёмовский — Ирбит. Местность возвышенная, покрытая хвойным лесом, климатические условия благоприятны для здоровья. Почва преобладает суглинистая и глинистая, но встречается и чернозём.

## История
Основано в XVII веке, названо по имени первопоселенцев. В начале XVIII века в деревне Онтоновой (как указано в переписи) хозяева всех шести дворов значились как Онтоновы. Все они были потомками Ивашки (Ивана) Онтонова, отмеченного вместе с братом Яковом Антоновым ещё в переписи Верхотурского уезда 1624 года. Оба они значились в переписи как «казанские переселенцы». Неизвестно, жил ли на новом месте отец Ивашки и Якуньки, но по его имени получили фамилию его внуки и сама деревня. Позже в деревне построили церковь, что дало ей статус села.
В XIX веке село стало центром Антоновской волости, куда входили поселения Бичур, Костромина, Лебёдкино, Неустроева (последняя ныне в Ирбитском районе). В 1873 году в Антонове было открыто земское начальное училище.
В начале XX века главным занятием сельчан было хлебопашество и ремесла: сапожное, кузнечное, плотничное и др.
С 1924 года являлось центром сельского Совета. В 1926 году в селе насчитывалось 267 хозяйств с 1120 жителями.

## Свято-Троицкая церковь
В 1803 году в селе Антоновском сгорела деревянная церковь, купленная и перевезённая сюда из села Шмаковского около 1795 года. Вместо неё было разрешено построить каменную церковь во имя Святого Прокопия, Устюжского Чудотворца. Храм был освящён только 8 июня 1822 года. В 1830—1831 годах под колокольней этого храма была устроена придельная Богоявленская церковь. В 1875 году Прокопиевский храм, как маломестительный, был разобран. 20 марта 1876 году на его месте был заложен новый каменный трёхпрестольная храм, который был построен в 1889 году и освящён во имя Живоначальныя Троицы. Свято-Троицкий храм имел два боковых придела: с правой стороны во имя святого Прокопия, Устюжского Чудотворца был освящён в 1888 году, а с левой — во имя преподобного Антония, Леохновского Чудотворца; последний был сооружён в память чудесного спасения императора Александра III и его августейшей семьи при крушении поезда 17 Октября 1888 года. Кроме главного приходского храма, в селе Антоновском была ещё кладбищенская церковь, деревянная, построенная в 1804 году в честь Казанской иконы Божией Матери; эта церковь существовала до 1830 года, когда по ветхости была разобрана.
Церковь была закрыта в 1930 году. В настоящее время от церкви осталось только колокольня.